# Вайтрамсдорф
Вайтрамсдорф (нім. Weitramsdorf) — громада в Німеччині, розташована в землі Баварія. Підпорядковується адміністративному округу Верхня Франконія. Входить до складу району Кобург.
Площа — 33,71 км2. Населення становить 5120 ос. (станом на 31 грудня 2020).